# 진혁 (연출가)
진혁은 대한민국 JTBC 프로듀서이다.

## 생애

### 학력
- 1994년~2001년 연세대학교 경영학 학사

### 경력
- SBS 드라마본부 프로듀서, 감독 (2001 ~ 2017)
- JTBC 프로듀서 (2017 ~ )

### 작품
- 2003년 SBS 주말드라마《태양의 남쪽》
- 2004년 SBS 월화드라마 《2004 인간시장》
- 2005년 SBS 아침연속극《여왕의 조건》
- 2006년 SBS 월화드라마《독신천하》
- 2007년 SBS 주말드라마《푸른 물고기》
- 2008년 SBS 금요드라마《비천무》
- 2008년 SBS 수목드라마《온에어》(연출)
- 2008년 SBS 수목드라마《바람의 화원》(연출)
- 2009년 SBS 주말드라마《찬란한 유산》(연출)
- 2010년 SBS 수목드라마 《검사 프린세스》(연출)
- 2011년 SBS 수목드라마《시티헌터》(연출)
- 2012년 SBS 월화드라마《추적자 THE CHASER》(연출)
- 2013년 SBS 수목드라마《주군의 태양》(연출)
- 2014년 SBS 월화드라마《닥터 이방인》(연출)
- 2016년 SBS 수목드라마《푸른 바다의 전설》(연출)
- 2021년 JTBC 수목드라마 《시지프스 : the myth》(연출)

### 수상
- 2009년 문화체육부장관 표창
- 2009년 제17회 대한민국 문화연예대상 드라마PD상
- 2010년 제14회 YWCA가 뽑은 좋은 TV프로그램상 여성드라마부문
- 2010년 제37회 한국방송대상 장편드라마 TV부문 작품상
- 2011년 제17회 상하이TV 페스티벌 아시안 TV시리즈 특별상
- 2011년 제44회 휴스턴 국제필름페스티벌 대상